# Terrorisme en 2024
Chronologie du terrorisme
- 2020
- 2021
- 2022
- 2023
- 2024
- 2025
- 2026
- 2027
- 2028

Cet article comprend une liste non exhaustive d'attentats et attaques notables ayant eu lieu dans le monde en 2024, dans l'ordre chronologique, qu'ils aient été ou non meurtriers.

## Événements

### Janvier
- Nigeria : Le 1er janvier, des attaques djihadistes ont tué au moins 15 habitants dans deux villages de l'État de Borno[1].
- Iran : Le 3 janvier, un double attentat à la bombe vise une cérémonie commémorant la mort du général Soleimani à Kerman. L'attaque fait au moins 84 morts et 284 blessés. L'État islamique revendique l'attentat[2].
- Israël : Le 15 janvier, durant la guerre à Gaza, un attentat à la voiture bélier a lieu à Ra'anana et fait 1 mort et 17 blessés dont 8 enfants[3].
- Turquie : Le 28 janvier, un attentat armé organisé par deux assaillants est survenu à l'église catholique italienne Santa-Maria de Sariyer à Istanbul. L'attaque a fait 1 mort. L'État islamique revendique l'attentat[4].

### Février
- Turquie : Le 6 février, 2 assaillants, un homme et une femme, attaquent le palais de justice d'Istanbul. Une fusillade éclate à l'issue de laquelle les 2 attaquants sont tués, ainsi qu'un civil, et 5 personnes sont blessés dont 3 policiers. Les auteurs sont du groupe terroriste marxiste-léniniste DHKP-C[5].
- Pakistan : Le 7 février, deux attaques à la bombe ont eu lieu près des bureaux électoraux à Pishin et a Killa Saifullah, la veille des élections législatives, faisant 28 morts et 34 blessés. L'État Islamique revendique l'attentat[6].
- Cameroun: Le 11 février, une personne est tuée dans un attentat à la bombe artisanale à Nkambé. Les autorités accusent les séparatistes anglophones[7].
- Cisjordanie occupée : Le 22 février, 3 hommes armés ouvrent le feux sur des automobilistes près de la colonie juive de Maale Adoumim, proche de Jérusalem, faisant 1 mort et 8 blessés avant d'être neutralisé par les forces de l'ordre israéliennes[8],[9].
- Burkina Faso : Le 25 février, plusieurs djihadistes soupçonnés de faire partie de l'État Islamique dans le Grand Sahara, ont attaqué l'église d'Essakané-Village, faisant 15 morts et 2 blessés[10].

### Mars
- Irak : Le 1er mars, deux IED explose au passage d'une patrouille de l'armée irakienne (en) dans le district de Tarmiya (ar), tuant deux militaires et en blessant une dizaine d'autres (dont un lieutenant-colonel)[11]. L'État Islamique revendique l'attentat[12].
- Syrie (zone occupée par les forces pro-turques) : Le 3 mars, une voiture piégée explose sur un marché à Azaz faisant 8 morts et 23 blessés[13].
- Russie : Le 22 mars, une attaque à l'arme à feu et à la bombe, suivie d'un incendie, a été perpétré dans la salle de concert de Crocus City Hall à Moscou, faisant au moins 145 morts et 551 blessées. L'État islamique revendique l'attentat[14].

### Avril
- Australie : Le 16 avril, une attaque au couteau survient dans une église assyrienne de la banlieue de Sydney et fait 4 blessés. L'auteur est interpellé[15].

### Mai
- Cisjordanie occupée : 2 israéliens sont grièvement blessés dans une attaque à la voiture bélier près de Naplouse[16].
- Cameroun: Le 25 mai, deux personnes sont tuées et onze sont grièvement blessés dans l'attaque menée par un groupe armé dans un bar de Bamenda, indique les autorités locales[17].
- Allemagne : Le 31 mai à Mannheim, un immigré afghan de 25 ans arrivé en Allemagne en 2014 attaque au couteau un stand de l'association Pax Europa (de) qui milite contre l'islam politique en Allemagne. Il tue un policier qui s'interposait et blesse 5 autres personnes. L'assaillant est blessé par les forces de l'ordre. Le chancelier allemand Olaf Scholz qualifié l'attaque d'attentat[18],[19].

### Juin
- Daghestan : Le 23 juin, des attaques dans le Daghestan, une république russe fédérée, visent des synagogues et des églises orthodoxes. Les autorités dénoncent des actes « terroristes » avec dix-neuf personnes tuées, dont quinze policiers, un prêtre orthodoxe et quatre civils[20].
- Serbie : le 29 juin, un homme se présente à l'ambassade d'Israël à Belgrade et tire avec une arbalète sur un policier en faction  devant le bâtiment. Blessé au cou, le policier riposte et abat l'assaillant. Identifié comme Milos Zujović, un "converti à l'islam né en 1999", il "faisait partie de la "minorité musulmane bosniaque."[21]

### Juillet
- États-Unis : Le 13 juillet, lors d'un meeting en Pennsylvanie, l'ancien président et candidat à l'élection Donald Trump est touché à l'oreille droite par un tireur. Dans la fusillade le tireur est tué par les services de sécurité, un spectateur est mortellement touché et 2 autres sont grièvement blessés[22].
- Oman : Le 16 juillet, une fusillade éclate dans une mosquée chiite de Mascate, faisant au moins 6 morts et une trentaine de blessés. Les 3 assaillants sont tués par les forces de police. L'Etat Islamique revendique l'attentat[23].

### Août
- Somalie : Le 3 aout, un attentat kamikaze suivi d'une fusillade fait au moins 32 morts et 60 blessés sur une plage de Mogadiscio. L'attaque est revendiquée par les islamistes Shebabs[24].
- Israël : Le 4 aout, dans le contexte de la guerre à Gaza, une attaque au couteau survient à Holon, près de Tel-Aviv faisant 2 morts et 3 blessés. L'assaillant est un palestinien vivant en Cisjordanie occupée, il est neutralisé par les forces de l'ordre[25].
- Allemagne : le 23 aout, une attaque au couteau survient lors d'une fête communale à Solingen, faisant 3 morts et 8 blessés. Le groupe Etat Islamique revendique l'attentat[26],[27]. Le suspect, un syrien de 26 ans, se rend aux force de l'ordre le 25 aout[28].
- France : Le 24 août, 2 voiture sont incendiés, dont une avec une bouteille de gaz à l'intérieur, devant la synagogue de La Grande-Motte. Lors de l'explosion du véhicule, un policier municipal se trouvant sur place fut blessé. L'auteur des fait portait un drapeau palestinien[29],[30].

### Septembre
- Cisjordanie occupée : Le 8 septembre, 3 israéliens sont abattus par un chauffeur de camion jordanien au point de passage d'Allenby, contrôlé par Israël, entre le territoire palestinien et la Jordanie. L'auteur est tué par l'armée israélienne[31].
- Mali : Le 17 septembre, une série d'attaques ont lieu dans plusieurs endroits de Bamako, tuant plus de 77 personnes et en blessant 255 autres. Le Groupe de soutien à l'islam et aux musulmans revendique la responsabilité[32].

### Octobre
- Israël : Le 1er octobre, 2 assaillants armés de M16 tuent 7 personnes et en blessent 8 autres à un arrêt de tram dans la banlieue de Tel-Aviv, avant d'être abattus. Cette attaque survient quelques instants avant une attaque de missiles iranienne, et est revendiquée par le Hamas[33],[34].
- Israël : Le 6 octobre, un assaillant armé tue une garde-frontière à la gare routière centrale de Beer-Sheva et blesse 10 personnes avant d'être abattu[35].
- Israël : Le 9 octobre une attaque au couteau fait 6 blessés à Hadera, avant que l'assaillant soit arrêté par les forces de l'ordre[36].
- Turquie : Le 23 octobre, une explosion suivit d'une fusillade avec 2 terroristes lourdement armés survient au siège de Turkish Aerospace Industries, dans la banlieue d'Ankara. L'attaque fait 7 morts et 22 blessés. les autorités turques accusent le PKK[37]qui a revendiqué par la suite[38].

### Novembre
- Brésil : Le 13 novembre, un individu fait exploser une voiture devant la Cour suprême de Brasilia, puis tente de pénétrer à l'intérieur, en vain. Il enclenche alors lui-même une seconde bombe[39].

### Décembre
- États-Unis : Le 16 décembre, une adolescente de 15 ans a ouvert le feu dans une salle de classe de l’école chrétienne Abundant Life, située à Madison, dans le Wisconsin, tuant deux personnes et en blessant six autres, avant de retourner son arme contre elle et se tuer. Elle avait publié un manifeste haineux[40],[41],[42].
- Allemagne : Le soir du 20 décembre, un individu fonce avec sa voiture sur la foule au marché de Noël de Magdebourg, tuant 6 personnes et blessant plus de 300 autres, dont 41 grièvement. Le profil du suspect est flou : Psychiatre, réfugié de nationalité saoudienne, il adopte des positions anti-islam, complotiste, et est un sympathisant de l'AfD. Il se sent également persécuté, et semble avoir un profil psychiatriques[43].